# 丰特奈欧罗斯
丰特奈欧罗斯（法語：Fontenay-aux-Roses，法語發音：[fɔ̃tnɛ o ʁoz] ⓘ）是一个法国法兰西岛大区上塞纳省的一个市镇，属于安东尼区。

## 地理
丰特奈欧罗斯（48°47'21"N, 2°17'8"E）面积2.51 平方千米，位于法国法蘭西島大區上塞纳省，该省份为法国北部内陆省份，毗邻巴黎。
与丰特奈欧罗斯接壤的市镇（或旧市镇、城区）包括：勒普莱西罗班松、克拉马、沙蒂永、巴涅、索镇。

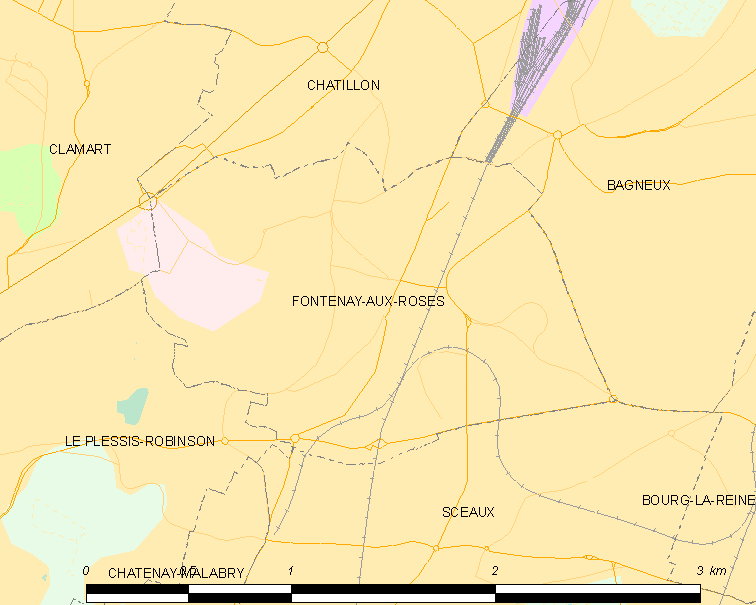
丰特奈欧罗斯的OSM定位图

丰特奈欧罗斯的时区为UTC+01:00、UTC+02:00（夏令时）。

## 行政
丰特奈欧罗斯的邮政编码为92260，INSEE市镇编码为92032。

## 政治
丰特奈欧罗斯所属的省级选区为沙蒂永县。

## 人口

1962-2008年间丰特奈欧罗斯人口变化图示

丰特奈欧罗斯于2022年1月1日时的人口数量为24586人。